# ブイェンデ県

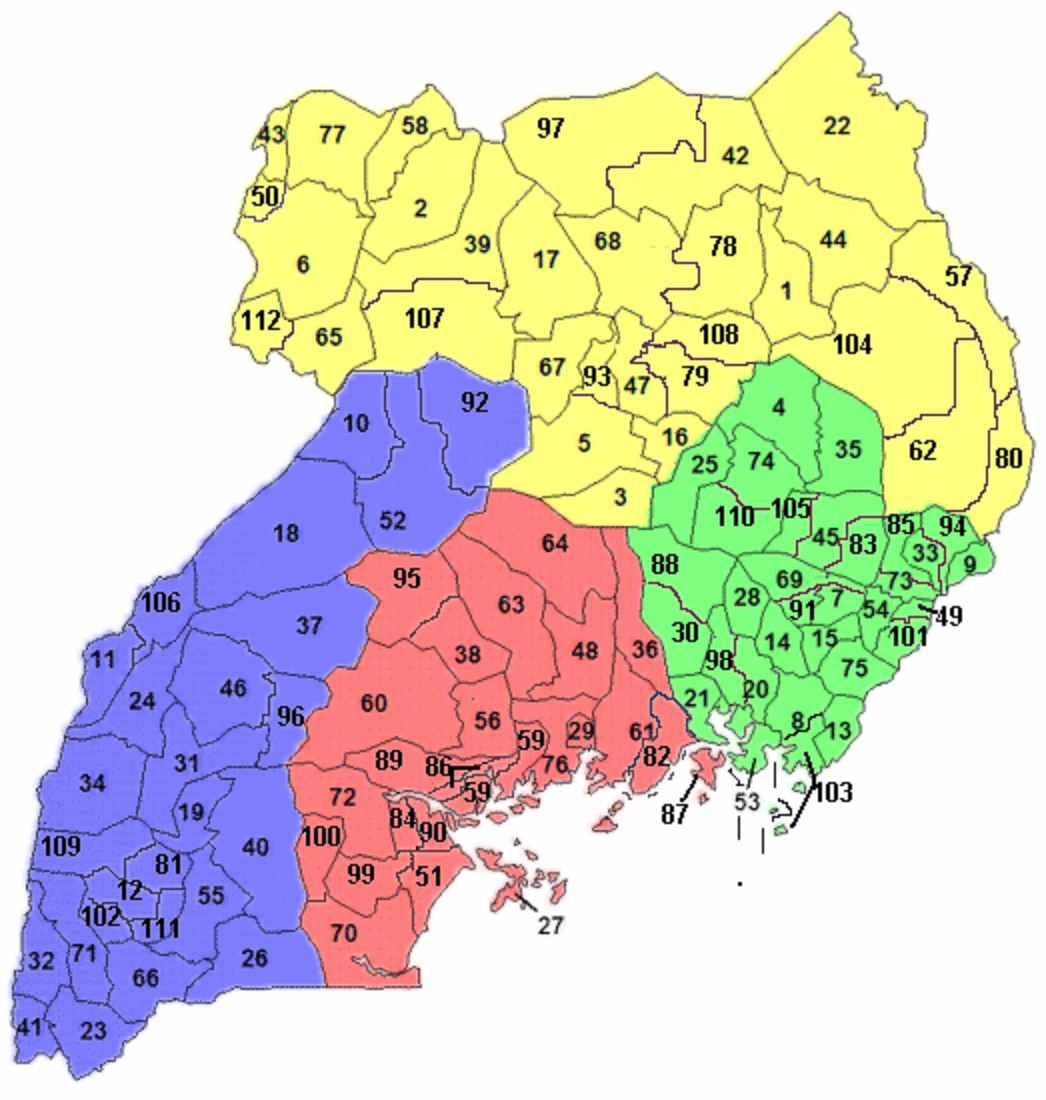
ブイェンデ県は緑の88番

ブイェンデ県(ブイェンデけん、英語：Buyende District)はウガンダの東部地域西部の県。
県都はブイェンデ。
2014年の人口は32万468人。

## 地理
- 北：カベラマイド県
- 北東：セレレ県
- 東：カリロ県
- 南東：ルッカ県
- 南：カムリ県
- 西：カユンガ県
- 北西：アモラタル県

北部にはキオガ湖が広がり、北西部には白ナイル川が流れる。
県都のブイェンデは、カムリの約30km北、

東部地域最大のジンジャの約100km北に位置する。

## 歴史
2010年7月1日、ブイェンデ県がカムリ県の一部を割いて新設された。
住民が旧カムリ県北部から県都カムリまで移動しにくい事が理由の1つだが、田舎を中心に県を新設した為、ブイェンデ県には2010年12月時点で病院が無い。